# Shadow of a Man
«Shadow of a Man» es una canción interpretada por la cantautora estadounidense Lady Gaga, incluida en su octavo álbum de estudio, Mayhem (2025). Fue escrita y producida conjuntamente por Gaga, Andrew Watt y Cirkut.

## Antecedentes y composición
En marzo de 2024, Gaga comentó que estaba «escribiendo algunas de las mejores canciones que puedo recordar» y mencionó que su próximo álbum comenzó a tomar forma en 2022, durante su gira The Chromatica Ball. En mayo del mismo año, HBO Max estrenó el especial Gaga Chromatica Ball, donde al final se presentó un adelanto de una canción inédita titulada «Shadow of a Man», acompañado del mensaje LG7. Gaga Returns («LG7. Gaga regresa»).
Musicalmente, «Shadow of a Man» combina electropop con influencias de la música disco, utilizando sintetizadores brillantes y una estructura de producción inspirada en la década de los 80. Según Billboard, la canción es una crítica a la misoginia en la industria del entretenimiento y al doble estándar que enfrentan las mujeres en el ámbito artístico. Gaga canta sobre las expectativas desproporcionadas que recaen sobre las artistas femeninas, contrastadas con la facilidad con la que los hombres pueden mantener su estatus sin cuestionamientos.

## Recepción

### Comentarios de la crítica
«Shadow of a Man» fue descrita como «una declaración desafiante» por David Cobbald de The Line of Best Fit, mientras que Stephen Daw de Billboard destacó su energía frenética y su «producción deslumbrante». Alexis Petridis de The Guardian la comparó con la era disco de artistas como Madonna y Kylie Minogue, resaltando el uso de guitarras funky y «un ritmo envolvente». Por su parte, Mary Siroky de Consequence declaró que «Shadow of a Man» es «el punto culminante del álbum y una de las mejores canciones de su carrera». Neil Z. Yeung de AllMusic describió a la canción como «un himno pop fluido y sin esfuerzo», destacándola como parte de «la faceta más accesible del álbum». Medios en español, como El País y elDiarioAR, resaltaron influencias de Michael Jackson y Daft Punk en el álbum, destacando «Shadow of a Man» como un «homenaje al rey del pop».

## Posicionamiento en listas

### Semanales
| Canadá         | Canadian Hot 100      | 91  |
| Estados Unidos | Hot Dance/Pop Songs   | 11  |
| Francia        | French Singles Chart  | 164 |
| Grecia         | Digital Singles Chart | 43  |
| Mundo          | Global 200            | 85  |
| Reino Unido    | UK Streaming Chart    | 93  |
| Reino Unido    | UK Singles Sales      | 42  |
| Reino Unido    | UK Singles Downloads  | 41  |